# Jeffrey Rauch
Jeffrey Baron Rauch (* 29. November 1945 in New York City.) ist ein US-amerikanischer Mathematiker und mathematischer Physiker.
Rauch studierte an der Harvard University mit dem Bachelorabschluss magna cum laude 1967 und er wurde 1971 an der New York University bei Peter Lax promoviert (Energy inequalities for hyperbolic initial boundary value problems). Er war ab 1971 Assistant Professor an der University of Michigan, wurde dort 1976 Associate Professor und 1982 Professor und war 1990/91 und 1997/98 Vorstand der Mathematikfakultät.
Er befasst sich mit (hyperbolischen) partiellen Differentialgleichungen.
Er war Gastwissenschaftler am Institute for Advanced Study (1976/77, 1978, 1979), an der École normale supérieure, der École polytechnique und dem IHES sowie verschiedenen weiteren Pariser Universitäten, in Bordeaux, Rennes, Nizza, Marseille, Pisa und dem Institut Henri Poincaré. Er ist Fellow der American Mathematical Society.

## Schriften
- Partial Differential Equations (= Graduate Texts in Mathematics. 128). Springer, New York NY u. a. 1991, ISBN 0-387-97472-5.
- mit Michael Beals, Richard Melrose: Microlocal analysis and nonlinear waves. Springer, New York NY u. a. 1991, ISBN 0-387-97591-8.
- als Herausgeber mit Michael Taylor: Singularities and Oscillations (= The IMA Volumes in Mathematics and its Applications. 91). Springer, New York NY u. a. 1997, ISBN 0-387-98200-0.
- als Herausgeber mit Barry Simon: Quasiclassical methods, (= The IMA Volumes in Mathematics and its Applications. 95). Springer, New York NY u. a. 1997, ISBN 0-387-98310-4.
- Hyperbolic partial differential equations and geometric optics (= Graduate Texts in Mathematics. 133). American Mathematical Society, Providence RI 2012, ISBN 978-0-8218-7291-8.